# Barleria stenophylla
Barleria stenophylla là một loài thực vật có hoa trong họ Ô rô. Loài này được Kurz mô tả khoa học đầu tiên năm 1873.